# Lüadèl

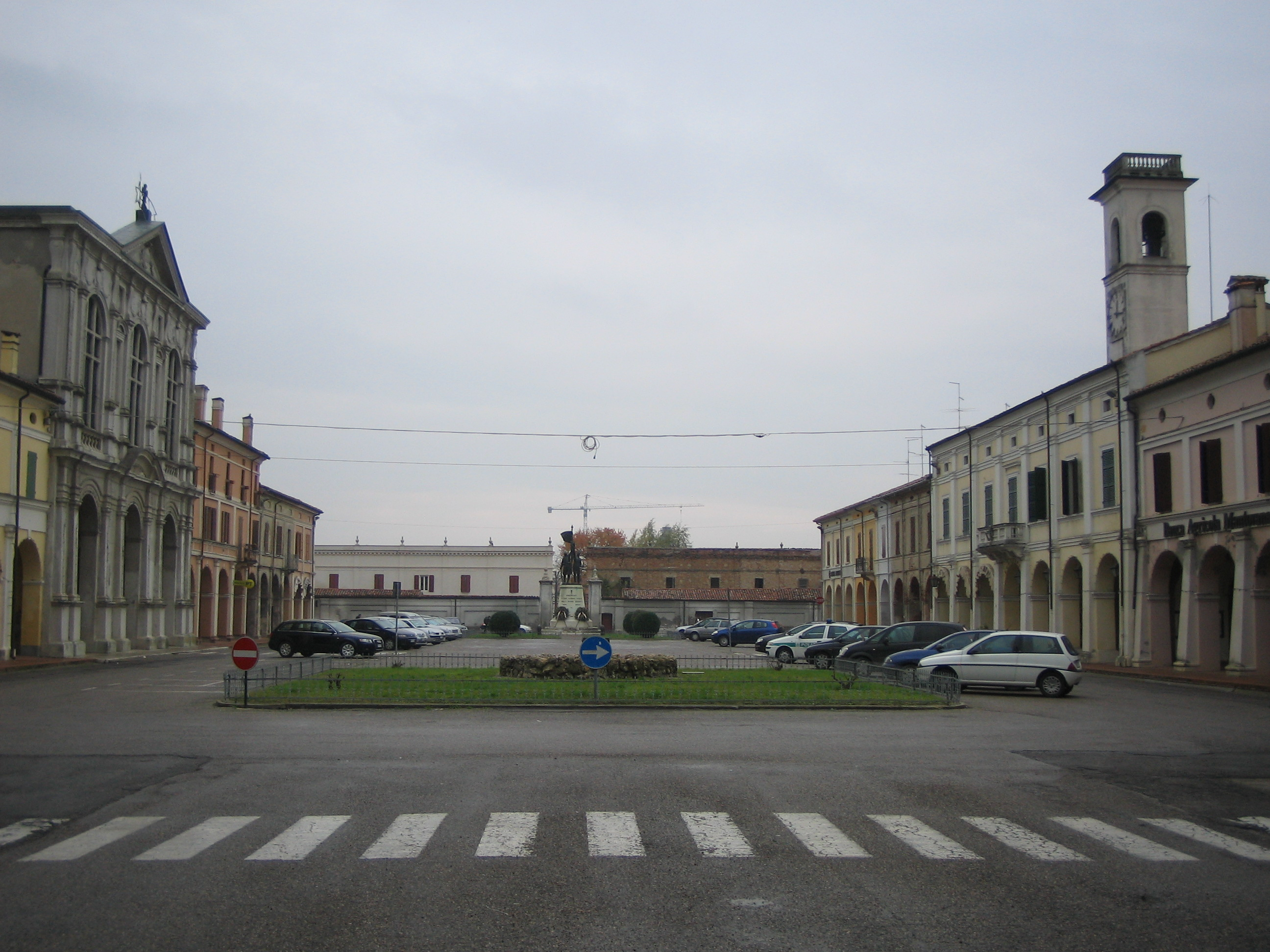
Pomponesco, Piazza XXIII aprile.

Il lüadèl (chiamato anche pane del Po) è un tipo di focaccia composta da un impasto di farina, acqua, strutto, sale e lievito.
Il nome deriva etimologicamente da sollevare, lievitare. L'impasto viene lavorato più volte e ripiegato, quindi cotto al forno.
Il prodotto, una ricetta della tradizione contadina tipica di Pomponesco, in provincia di Mantova, ma rivendicata anche da Viadana, che ha ottenuto dal Comune lo stato di "De.C.O." (Denominazione comunale d'origine), viene consumato ancora caldo, accompagnato da salumi locali (salame, prosciutto crudo, culaccia, coppa e spalla cotta). Da innaffiare obbligatoriamente con lambrusco del basso mantovano.
A Pomponesco è nata la "Confraternita del lüadèl", che si prefigge di promuovere il prodotto, richiedendo lo stato di "De.C.O." (Denominazione comunale d'origine).